# أوديسة
الأوديسة (باليونانية: Ὀδύσσεια) هي إحدى القصيدتين الملحميتين الأهم في اليونان القديمة المنسوبتين إلى هوميروس، وهي إحدى أقدم الأعمال الأدبية بين أيدينا اليوم. القصيدة مقسمة –كالإلياذة- إلى 24 نشيدًا، إذ تتبع البطل الإغريقي أوديسيوس ملك إيثاكا في رحلته إلى وطنه بعد انتهاء حرب طروادة. تتبع القصيدة رحلته بعد عشر سنوات من الحرب من طروادة إلى إيثاكا عبر أفريقيا وجنوب أوروبا، والتي استمرت عشر سنوات أخرى لاقي فيها الأهوال ومات كل مرافقوه في رحلته. ظن شعب إيثاكا أن أوديسيوس قد مات، وكان على زوجته بنيلوب -وابنه تليماك- مقاومة طالبي يدها للزواج.
كُتبت القصيدة باللغة الإغريقية الهومرية نحو القرن الثامن أو السابع ق.م، وأصبحت جزءًا من المرجعية الأدبية الإغريقية بحلول القرن السادس ق.م. لم تكن نسبة القصيدة إلى هوميروس محلَ شكٍ قديمًا، لكن العلماء المعاصرين شبه مجمعين على أن الإلياذة والأوديسة نُظمتا كل على حدى، وأن القصص فيهما تكونت عبر مرويات شفهية طويلة. تناقل اليونانيون القصيدة سماعيًا أكثر من كتابيًا نظرًا للأمّية السائدة في تلك الفترة.
احتوت القصيدة مواضيع رئيسية كالعودة إلى الديار (νόστος، العودة)، والترحال، ومصادقة الضيف (ξενία، "صداقة الضيف")، والاختبار، والطالع. يشير العلماء إلى مدلول مروياتِ بعض الجماعات في القصيدة –كالنساء والعبيد- التي لعبت دورًا محوريًا في الملحمة أكثر من أي عمل في الأدب القديم، وتبرز أهمية هذا المدلول عند مقارنتها بالإلياذة التي تسلط الضوء على غنائم الجنود والملوك في حرب طروادة.
تُعتبر الأوديسة ضمن أهم الأعمال في المرجعية الأدبية الغربية، إذ صدرت أولى ترجماتها للغة الإنكليزية في القرن السادس عشر، كما تظهر حتى اليوم في قطاع عريض من الوسائط. تصدرت الأوديسة قائمة بي بي سي للثقافة في 2018 التي صوّت عليها الخبراء حول العالم كأكثر أعمال أدب المرويات صمودًا في وجه الزمن. نقل الأوديسة نثرًا إلى اللغة العربية دريني خشبة في 1945.

## الأوديسة
| سقطت إليوم، ونزح المغير بخيله ورَجْله، فتعالي يا عرائس الفنون فافتقدي أوديسيوس في ذلك البحر اللجِّي يذرعه، موجة تلبسه وموجة تخلعه، لا يعرف لمملكته ساحلًا فيرسو عليه، ولا شاطئًا فيقصد إليه، يخبط في اليمِّ على غير هُدًى، ويرسل عينَيه في الماء والسماء على غير بصيرة. |
| —مطلع الأوديسة، هوميروس، ترجمة دريني خشبة |

### استهلال (نشيد 1-4)

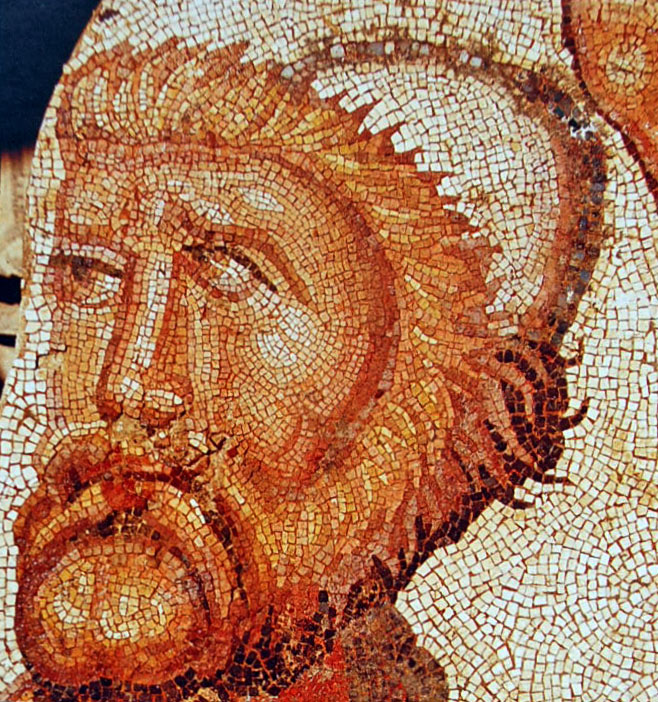
منمنمة تمثل أوديسيوس من قصر لا أولميدا، بيدروسو دي لا فيغا، إسبانيا، آخر القرن الرابع إلى القرن الخامس م.

تبدأ الأوديسة بعد نهاية العشر سنوات لحرب طروادة (موضوع الإلياذة) التي لم يعد منها أوديسيوس ملك إيثاكا إلى وطنه لأنه أغضب بوسيدون إله البحر. بلغ ابنه تليماك عامه العشرين ويعيش في بيت أبيه على جزيرة إيثاكا مع أمه بنيلوب وعشاقها المائة وثمانية من الشباب الذين يسعون جميعًا إلى الزواج من بنيلوب، بينما يرتعون في قصر الملك وينعمون بثروته.
تتضرع الإلهة أثينا، حامية أوديسيوس، إلى زيوس كبير الآلهة ليسمح لأوديسيوس بالعودة إلى وطنه في غياب بوسيدون عن جبل الأولمب. تتخذ أثينا شكل الأمير منتش وتذهب إلى تليماك لتحثه على تقفي أثر أبيه. يحسن تليماك ضيافتها، ويراقبان العشاق وهم يلتهمون الطعام بفظاظة بينما يغني فيميوس البرد لهم الأشعار والمرويات.
جمعت أثينا في تلك الليلة –في صورة تليماك- طاقم بحارة وسفينة للأمير. دعا تليماك في الصباح التالي سكان إيثاكا لاجتماع لمناقشة ما عليهم فعله مع العشاق المتعجرفين لكنهم يستهزئون به. يغادر تليماك بصحبة أثينا (في صورة منطور) أرض اليونان قاصدين بيت نسطور، أعتى محاربي الإغريق في طروادة، والكائن في بيلوس منذ نهاية الحرب.
ركب تليماك من هناك إلى إسبرطة بصحبة ابن نسطور، حيث وجد منيلاوس وهيلانة قد تصالحا، فيحكيان له أنهما عادا إلى إسبرطة بعد رحلة طويلة عبر مصر، وكيف أن منيلاوس قابل إله البحر القديم بروتوس في جزيرة فاروس وأخبره أن أوديسيوس أسير لدى حورية البحر كاليبسو. يعلم تليماك بمصير أخ منيلاوس أغاممنون ملك موكناي وقائد الإغريق في طروادة، إذ قتلته زوجته كليتيمنيسترا وعشيقها إيجستون فور عوده لبيته. تنتقل الحكاية إلى العشاق الذين لاحظوا غياب تليماك، فوضعوا خطة للتربص بسفينته عند عودته إلى إيثاكا. استرقت بنيلوب السمع على خطتهم وقلقت على ولدها.

### الهروب إلى شيريا (نشيد 5-8)

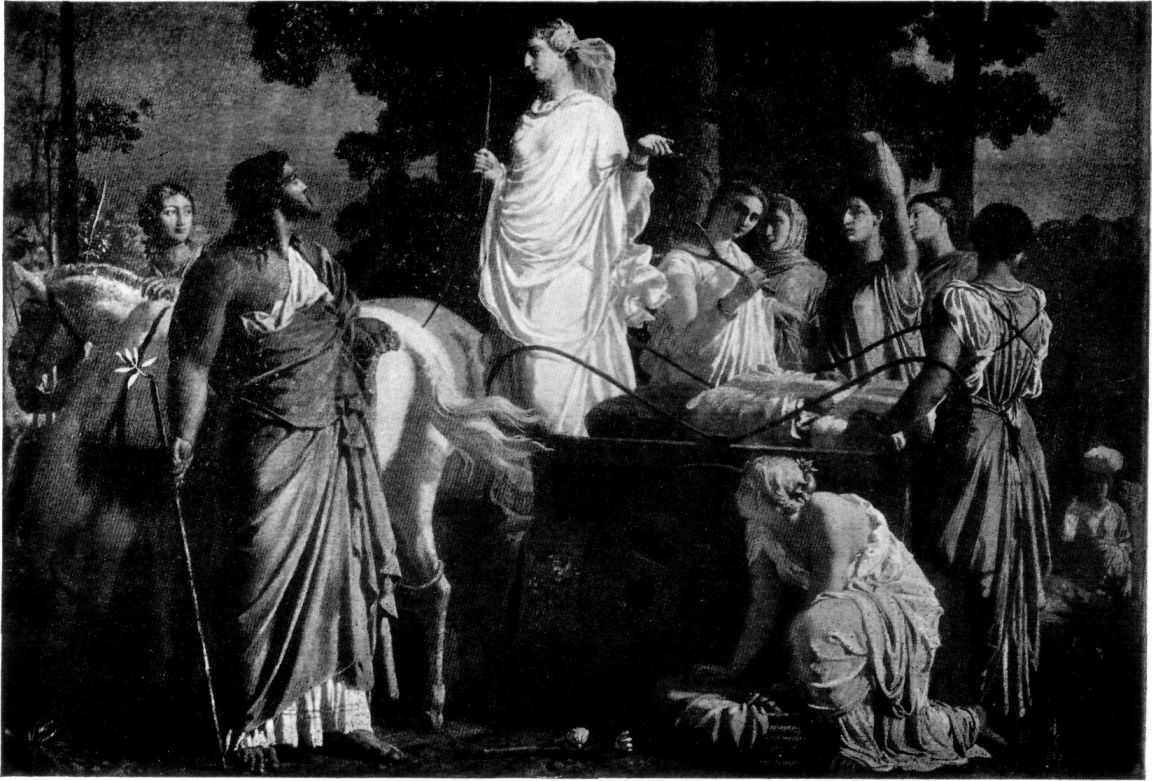
تشارلز غلاير، أوديسيوس والشيريون.

كانت كالبسو قد وقعت في حب أوديسيوس في السنوات السبع التي قضاها أسيرًا على جزيرة أوجيجيا معها، رغم رفضه عروضها المستمرة بأن يصبح خالدًا كزوج لها لحنينه الدائم إلى وطنه. يصل هرمس مبعوث زيوس إليها ليأمرها بإطلاق سراحه استجابة منه لتضرع أثينا. بنى أوديسيوس قاربًا وأمدته كالبسو بالطعام والشراب والكساء، وينطلق في رحلته. أما بوسيدون فقد علم بهروب أوديسيوس فدمر قاربه، لكن حورية البحر إينو تساعده بمئزرها حتى وصل إلى ساحل جزيرة شيريا منهكًا وعارٍ فاختبأ في كومة من ورق الشجر وغط في النوم.
استيقظ أوديسيوس صباح اليوم التالي على ضحكات نوزيكا التي ذهبت إلى الشاطئ مع خادماتها بأمر من أثينا في رؤيا. طلب أوديسيوس مساعدتها فشجعته على طلب ضيافة والديها أريتي وألكينوس الذين وعداه بأن يمنحانه سفينة يعود بها إلى وطنه دون أن يعرفان هويته. بقي أوديسيوس في الجزيرة لأيام، وطلب من المغني الأعمى ديمودوكس أن يقص عليه قصة حصان طروادة، المكيدة التي كان لأوديسيوس الدور الأبرز فيها. يتأثر أوديسيوس بأغنية ديمودوكس ويكشف عن هويته في النهاية ويقص حكاية عودته من طروادة.

### أوديسيوس يقص مغامراته (نشيد 9-12)

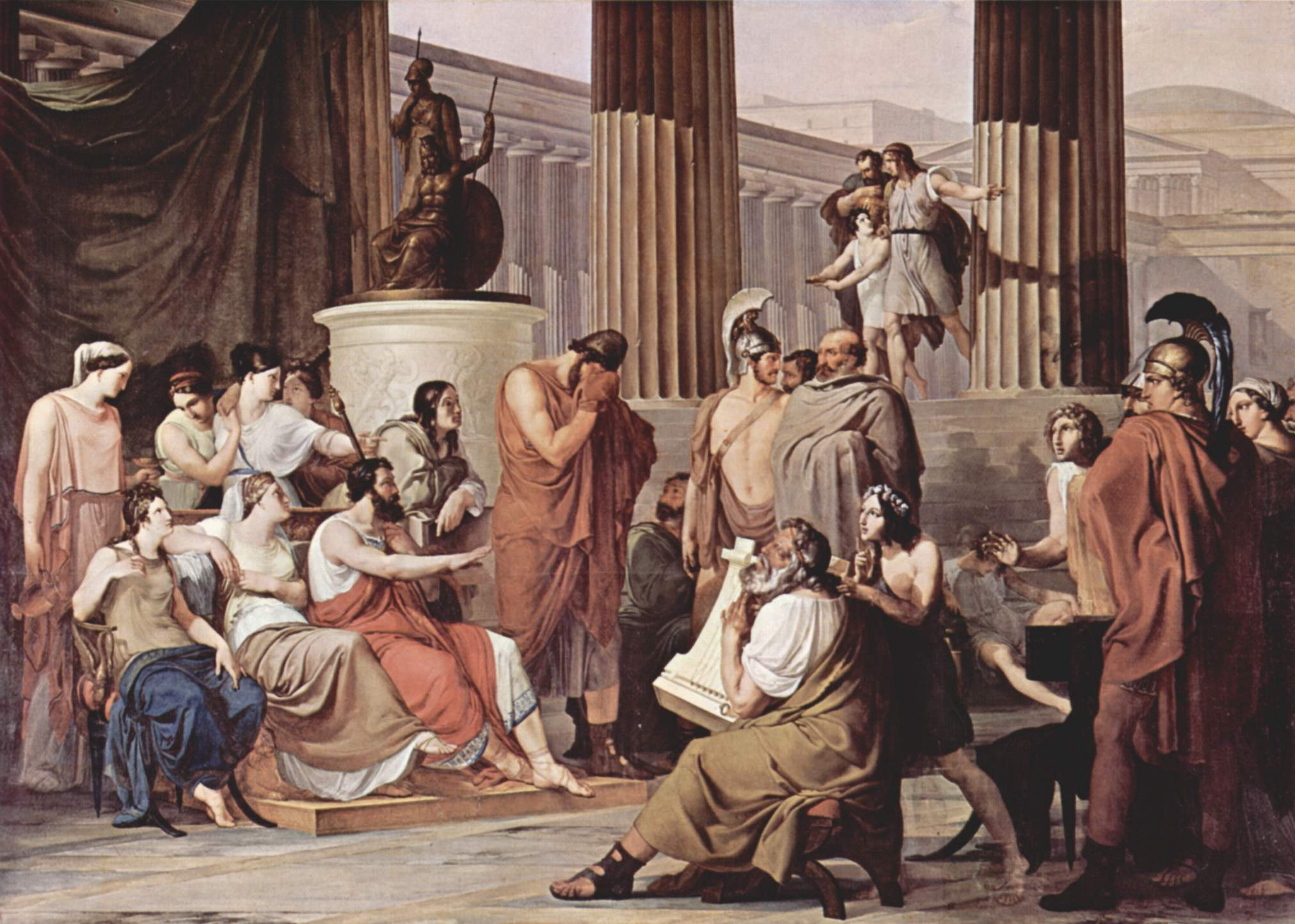
أوديسيوس يتأثر بأغنية ديمودوكس، لوحة فرانشيسكو هيز، 1813-1815.

يقص أوديسيوس قصته لأهل شيريا، فقد دفعتهم العاصفة بعيدًا عن الساحل بعد غزوة فاشلة ضد السيكونيين. نزل أوديسيوس بجزيرة اللوتوفاجي الذين أهدوا رجاله فاكهتهم التي أنستهم حنينهم لوطنهم، وكان على أوديسيوس أن يجرهم إلى السفينة جبرًا.
نزل أوديسيوس ورجاله بعد ذلك بجزيرة غناء غير مأهولة قرب أرض صقلوب. دلف رجاله إلى كهف بوليفيموس حيث وجدوا كل أنواع الجبن واللحم التي اشتهوها. فما إن عاد بوليفيموس إلى كهفه حتى أغلق مدخل الكهف بصخرة وشرع في أكل رجال أوديسيوس. وضع أوديسيوس خطة للهرب كأنه "لا أحد" وأنهك بوليفيموس بالنبيذ وأعماه بعصا خشبية. هرع جيران بوليفيموس عند صراخه فأخبرهم أن "لا أحد" هاجمه. هرب أوديسيوس ورجاله من الكهف بالاختباء أسفل بطن الشاه التي كانت تغادر الكهف.
بدأ أوديسيوس بعد هروبه من الكهف بالسخرية من بوليفيموس وكشف عن نفسه، فدعا الصقلوب أباهم بوسيدون ليحل اللعنة على أوديسيوس بأن يهيم في الأرض عشر سنين. منح أيولوس جعبة جلدية إلى أوديسيوس بها كل الرياح عدا الرياح الغربية، الهدية التي تمكنه من العودة إلى وطنه. فتح البحارة الحقيبة عند اقترابهم من إيثاكا وأوديسيوس نائم ظنًا منهم أن بها ذهب. اشتدت الرياح ودفعت السفينة بعيدًا من حيث أتوا. أدرك أيولوس أن أوديسيوس قد أثار حنق الآلهة فقرر ألا يساعده.

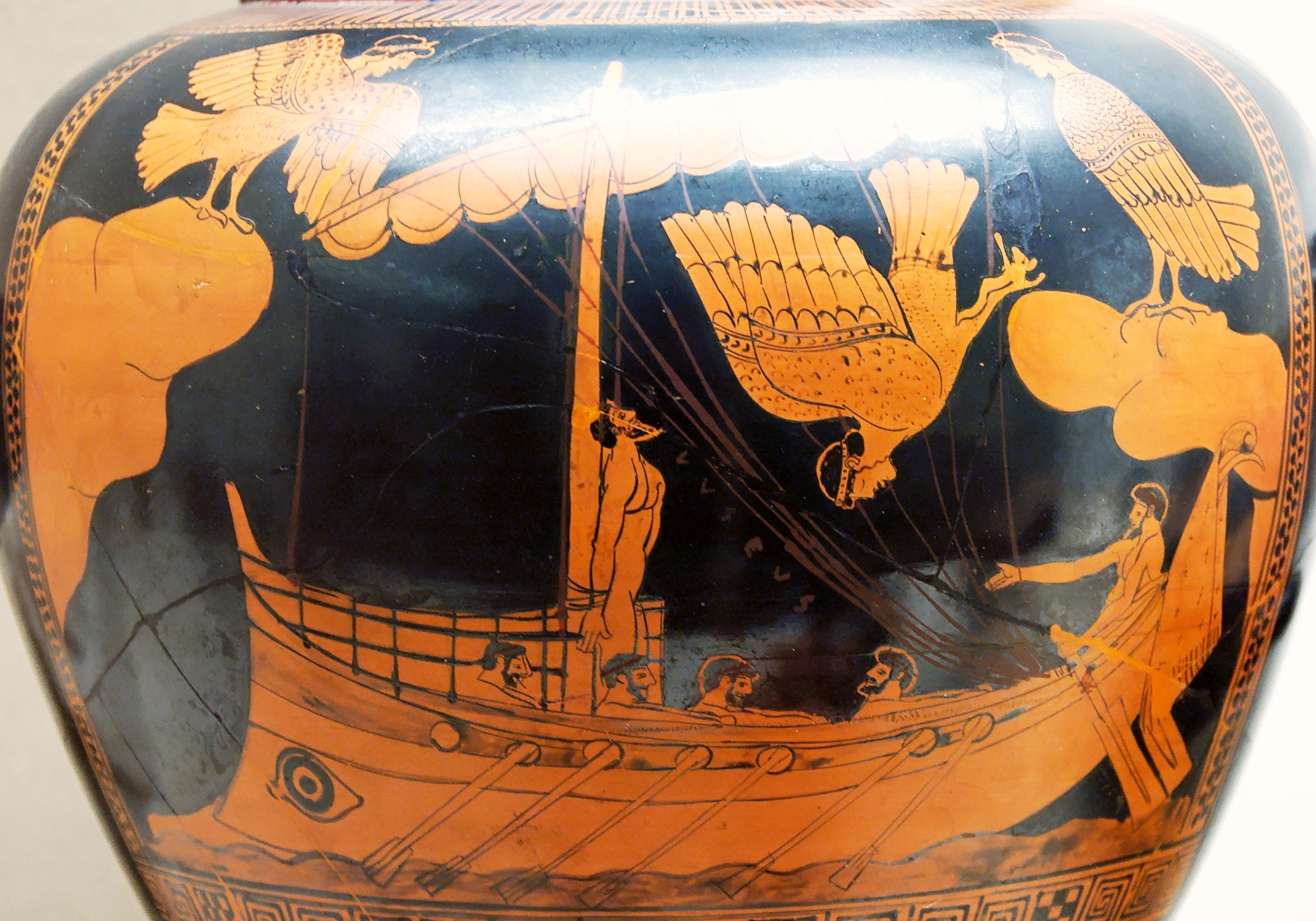
أوديسيوس والسيرانة، فخارة لتخليد ذكرى رسام السيرانة، 460-480 ق.م، المتحف البريطاني.

دمرت اللسترغونيات آكلات اللحم كل سفن أوديسيوس عدا سفينته الشخصية، فأبحر حتى بلغ جزيرة آيا موطن كيركي الإلهة الساحرة التي حولت نصف رجاله إلى خنازير بنبيذها وجبنها المسمم. حذر هيرمس أوديسيوس من كيركي ومنحه عشبة يُقال لها مولي تجعله عصيًا على سحر كيركي التي أجبرها على إعادة رجاله لصورتهم البشرية لكنها أغوتهم فأقاموا معها عامًا كاملًا. أرشدتهم كيركي أخيرًا فعبروا المحيط ووصلوا إلى مرفأ عند حافة العالم الغربية حيث قدم أوديسيوس القرابين للموتى واستحضر روح الرسول تيريسياس الذي أخبره أنه سيعود إلى وطنه إن امتنع هو ورجاله عن أكل ماشية هيليوس المقدسة على جزيرة ثرينايكا وأنه إن لم يفعل ذلك فسيخسر سفنه ورجاله. استحضر أوديسيوس كذلك روح أمه أنتيكليا وعلم بما يدور في إيثاكا من العشاق وتواصل مع زملائه المحاربين المقتولين في طروادة.
عاد أوديسيوس ورجاله إلى آيا ودفنوا إلبينور ونصحتهم كيركي بما عليهم فعله في رحلتهم، فتجنبوا أرض سيرانة فسد كل منهم أذنيه بالشمع عدا أوديسيوس الذي شد وثاقه في صاري السفينة ليسمع الغناء، وأكد على رجاله ألا يفكوا وثاقه لأنه سيُغرق نفسه. عبر الرجال خلال سيلا ذات الرؤوس الست التي قتلت ستًا من رجاله ومروا على الدوامة كاريبديس.
نزل أوديسيوس ورجاله إلى جزيرة ثرينايكا رغم رغبة أوديسيوس أن يتجنبوها. أرسل زيوس عاصفة حالت دون رحيلهم عن الجزيرة حتى نفد الطعام الذي منحته له كيركي. وبينما كان أوديسيوس يصلي بعيدًا عن رجاله، خالفوا نصائح ثيريسياس وكيركي واصطادوا الماشية المقدسة. أصر هيليوس على زيوس بعقابهم لهذا التدنيس فأغرق سفينتهم وغرقوا جميعًا عدا أوديسيوس الذي تعلق في شجرة تين. نزل أوديسيوس بساحل أوجيجيا حيث أقام هنام كعشيق لكالبسو.

### العودة إلى إيثاكا (نشيد 13-20)

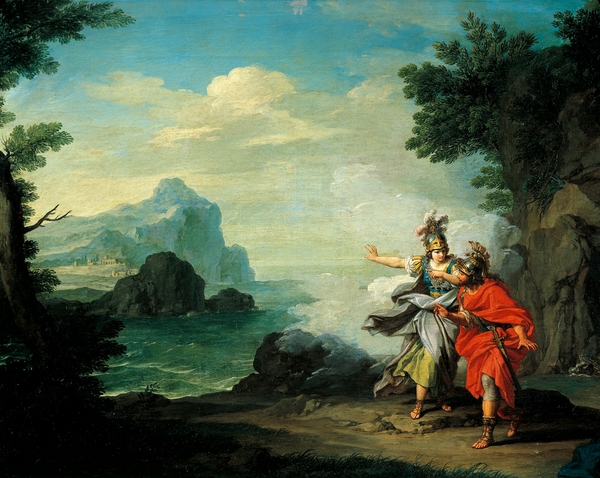
أثينا تكشف عن إيثاكا لأوديسيوس، لوحة جيوسيبي بوتاني، القرن الثامن عشر.

قرر الفيشيون، بعد أن استمعوا إلى قصة أوديسيوس، أن يمنحوه كنوزًا أكثر مما كان سيحصل عليها من غنائم طروادة، وأوصلوه ليلًا إلى مرفأ في إيثاكا وهو نائم. استيقظ أوديسيوس معتقدًا أنه نزل بأرض بعيدة قبل أن تظهر له أثينا لتخبره أنه في إيثاكا فعلًا. خبأت أثينا كنوزه في كهف قريب ونكرته في صورة شحاذ عجوز ليرى كيف تسير الأمور في بيته. وجد أوديسيوس طريقه إلى كوخ أحد عبيده إيوميوس الذي أحسن ضيافته وتحدث عن أوديسيوس بخير. قص أوديسيوس قصة زائفة على عمال الحقل عن نفسه بعد العشاء.
أبحر تليماك من إسبرطة عائدًا لدياره متجنبًا كمينًا أعده له العشاق، ثم رسا على ساحل إيثاكا وقابل أوديسيوس الذي عرّف نفسه لتليماك (لكنه لم يعرّف نفسه لإيوميوس) وقررا قتل العشاق. وصل تليماك إلى البيت أولًا، ثم عاد أوديسيوس إلى بيته، بصحبة إيوميوس، وما يزال يتظاهر بأنه شحاذ. سخر العشاق منه في بيته خاصة أنتينوس. قابل أوديسيوس بنيلوب واختبر نواياها بقوله بأنه قابل أوديسيوس في كريت، ثم أضاف أنه كان في ثيسبروتيا وعلم برحلات أوديسيوس الأخيرة.
اكتشفت الخادمة يوركليا هوية أوديسيوس عندما لاحظت ندبة قديمة بينما كانت تغسل قدميه. حاولت يوركليا إخبار بنيلوب بهوية الشحاذ الحقيقية لكن أثينا ضربت على سمع بنيلوب، وجعلها أوديسيوس تقسم على كتمان السر.

### ذبح العشاق (نشيد 21-24)

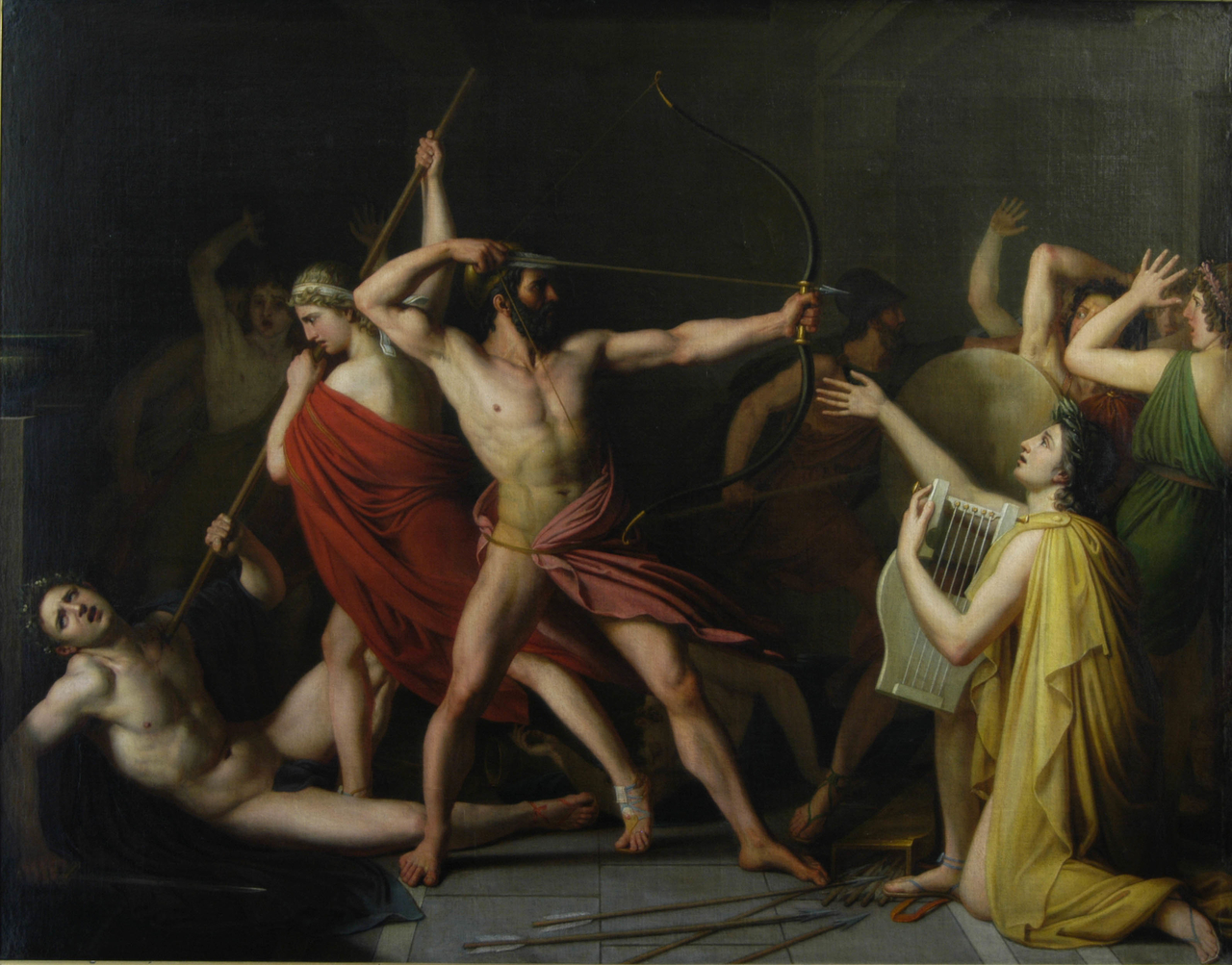
أوديسيوس وتليماك يقتلان عشاق بنيلوب، لوحة توماس ديجورج، 1812.

خادعت بنيلوب العشاق في اليوم التالي -بإيعاز من أثينا- بتنافسهم على الزواج منها في مسابقة رماية بقوس أوديسيوس، بأن من يصيب سهمًا عبر درزينة من رؤوس الفؤوس يحظى بالزواج منها. شارك أوديسيوس في المسابقة وتمكن من إصابة السهم عبر درزينة فؤوس ليُعلن منتصرًا. ألقى أوديسيوس أسماله وقتل أنتينوس بالسهم التالي. قتل أوديسيوس العشاق باستخدام باقي السهام، ثم بالسيوف والرماح صحبة تليماك وإيومينوس والراعي فيلوتيوس. أعدم تليماك اثنتي عشر خادمة بعد نهاية المعركة اللاتي رمتهن يوريكليا بخيانة بنيلوب أو من مارست الجنس مع العشاق. يعلن أوديسيوس عن هويته لبنيلوب التي شكت فيه لكنها تأكدت بعد أن أخبرها أنه صنع سريرهما من شجرة زيتون لا تزال جذورها في الأرض. تحتضنه بنيلوب وينامان.
يذهب أوديسيوس في الصباح التالي إلى مزرعة والده لارتيس ليعلن عن نفسه، ويتبعه مجموعة من الإثاكيين على رأسهم إيوبيثس والد أنتينوس طلبًا للثأر لابنه وللعشاق. تندلع المعركة بينهم ويتدخل زيوس وأثينا لإيقافها.

## بناء القصيدة
تتكون الأوديسة من 12109 بيتًا في تفعيلة شعرية سداسية يقال لها سداسية هوميروس. تستهل القصيدة في صميم الموضوع وفي قلب الأحداث، ثم تقص الأحداث السابقة باسترجاع فني ورواية. تحاكي الأربعة والعشرون نشيدًا الألفبائية اليونانية، التقسيمة التي تمت بعد نظم القصيدة غالبًا بغير هوميروس، لكنها مقبولة في العموم.
أسبغ اليونانيون –أفرادًا وجماعات- عناوين للأناشيد في العصر الكلاسيكي اليوناني:
- نشيد 1-4: تليماخي- تركز القصيدة على منظور تليماخوس.[7]
- نشيد 9-12: أبولوغوي – أوديسيوس يسترجع مغامراته عند الفيشيين.[8]
- نشيد 22: منستروفونا (منسترس "عشاق" + فونوس "ذبح" أي ذبح العشاق).[9]

يختم النشيد 22 الدورة المحمية الإغريقية عبر قصاصات للنهاية البديلة فيما يُعرف باسم تليغوني. تلى التليغوني 548 بيتًا يعتقد كثير من العلماء أنها أضيفت على يد شاعر تلى هوميروس بفترة قصيرة.

## جغرافيا الأوديسة
يقع تسلسل الأحداث في الأوديسة (فيما عدا قصص أوديسيوس لمغامراته) في بيلوبونيز وفي ما تُعرف اليوم بالجزر الأيونية. من الصعب تحديد جزيرة إيثاكا موطن أوديسيوس، التي قد تكون أو لا تكون جزيرة إثاكي اليوم. تطرح مغامرات أوديسيوس كما حكاها للفيشيين وموقع جزيرتهم شيريا أسئلة إضافية، لكن العلماء –قديمًا وحديثًا- مختلفون حول ما إذا كان أي من الأماكن التي زارها أوديسيوس (بعد إسماروس وقبل إثاكا) حقيقية. حاول العلماء في العصر الكلاسيكي وفي العصر الحديث رسم خريطة لرحلات أوديسيوس لكنهم اتفقوا أن المشاهد –خاصة في الأبولوجيا (نشيد 9-11) تتضمن العديد من الجوانب الأسطورية التي لا يمكن تحديد أماكنهم. رسم عالم الكلاسيكيات بيتر ت. ستراك خريطة تفاعلية تسجل أسفار أوديسيوس بما في ذلك عودته الوشيكة للوطن التي أحبطتها جعبة الرياح.

## المؤثرات على الأوديسة

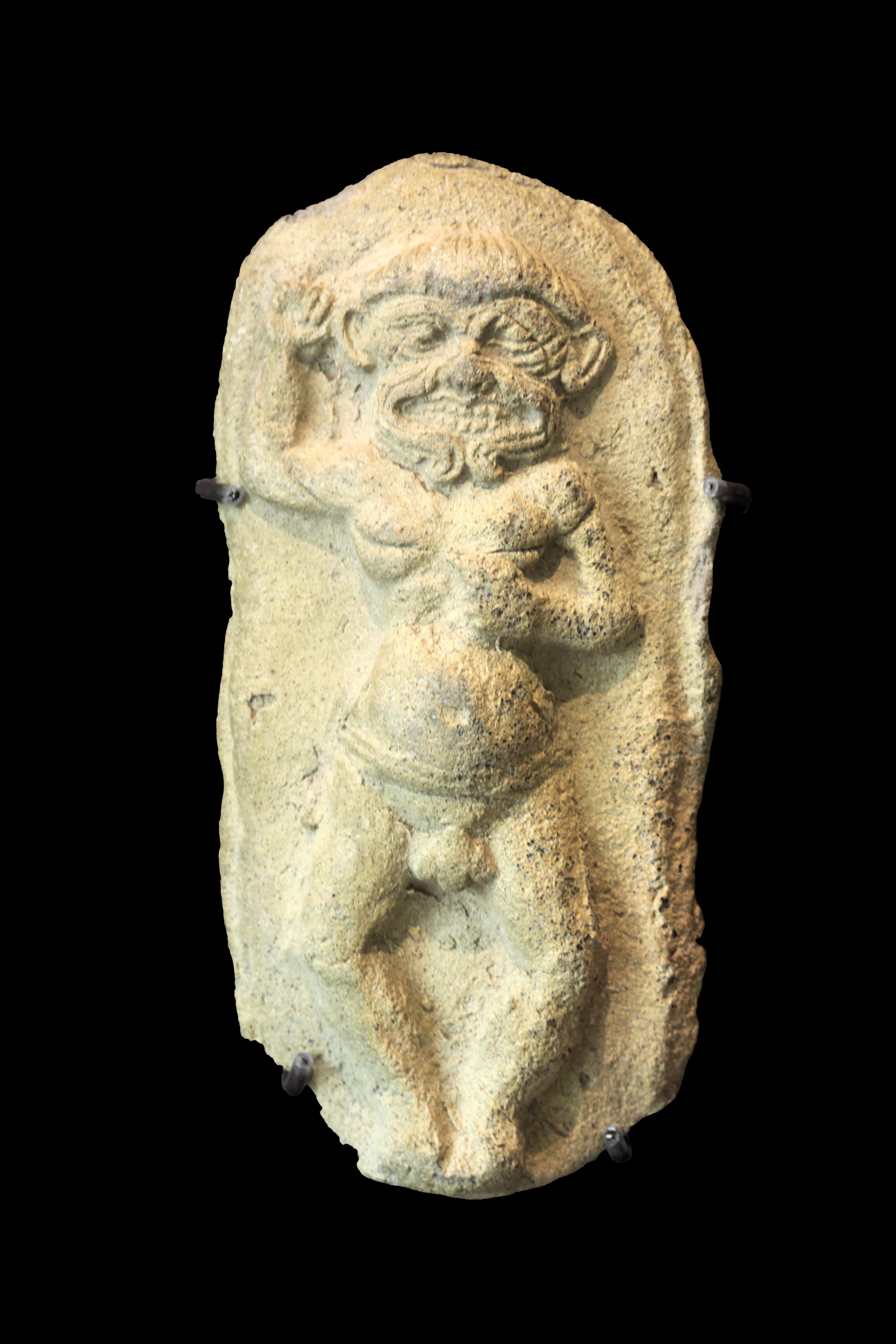
لوحة طينية لغول بلاد ما بين النهرين خومبابا الذي يعتقد العلماء أنه كان إلهامًا للبوليفيموس في الأوديسة.

يرى العلماء تأثيرًا قويًا لأساطير الشرق الأدنى وآدابه على الأوديسة، فيلاحظ مارتن ويست ارتباطًا وثيقًا بين الأوديسة وملحمة جلجامش، فكلاهما يتناولان مغامرات لأطراف العالم والذهاب إلى عالم الموتى. يتبع أوديسيوس في رحلته للعالم السفلي تعليمات كيركي عند طرف العالم المرتبط صوريًا بالشمس. تلقى جلجامش بالمثل تعليمات لكي يصل إلى أرض الموتى من الإلهة سيدوري التي تقطن –مثل كيركي- في البحر عند نهاية العالم ويرتبط موطنها بالشمس. وصل جلجامش إلى موطن سيدوري بعبوره خلال سرداب تحت جبل ماشو، الجبل الذي تشرق الشمس منه. يؤكد ويست أن التشابه بين رحلات جلجامش وأوديسيوس لطرف العالم نتيجة لتأثير ملحمة جلجامش على الأوديسة.
خمن الإحاثي أوثينيو أبيل في 1914 أن أصول السيكلوب تعود إلى إيجاد الإغريق جمجمة فيل، إذ يشبه الممر الأنفي الضخم في منتصف الجبهة محجر عين عملاق لمن لم يروا فيلًا حيًا من قبل. كان علماء العصر الكلاسيكي على النقيض يعرفون جيدًا أن السيكلوب أصلها حكاية خرافية سبقت الأوديسة وأصبحت جزءًا منها لاحقًا. ظهرت روايات في ثقافات أخرى في أوروبا وفي الشرق الأوسط. يعتبر هذا التفسير أن السيكلوب كانت عمالقة أو غيلان مثل الخومبابا في ملحمة جلجامش. يفترض غراهام أندرسون أن إضافة امتلاكها عينًا واحدة أضيفت لاحقًا لتفسير سهولة تعمية هذه المخلوقات.

## المواضيع والأنماط

### العودة للديار

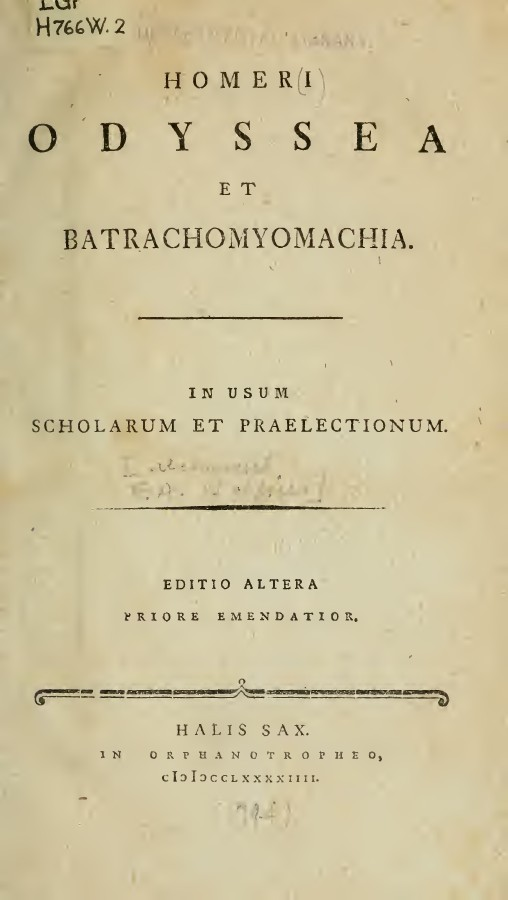
الأوديسة (1795)

العودة للديار موضوع محوري في الأوديسة، فكتبت أنا بونافازي من جامعة كولونيا أن هوميروس قصد بنوستوس "العودة للديار من طروادة عبر البحر". درست أغاثا ثورنتون نوستوس في سياق الشخصيات الأخرى غير أوديسيوس لتقدم بديلًا لما قد يحدث بعد نهاية الأوديسة، فقارنت مثلا بين عودة أغاممنون للديار وعودة أوديسيوس، فقد قامت زوجة أغاممنون كليتيمنيسترا وعشيقها إيجستون بقتل أغاممنون. قتل ابن أغاممنون أورست إغيثتوس انتقامًا لوالده. قارنت أغاثا بين ذلك وبين قتل العشاق وقارنت بين أوريستيس وتليماخوس. كذلك قرر أوديسيوس، مع علمه بخيانة كليتمنسترا، أن يختبر ولاء زوجته بنيلوب. كانت بنيلوب سببًا في نجاح عودة أوديسيوس لداره وتحقيقه للمجد، على عكس أخيل الذي حقق المجد لكنه مات وأغاممنون الذي قُتل عند عودته.

### الترحال
يقص الراوي اثنتين فقط من مغامرات أوديسيوس، بينما يقص أوديسيوس باقي مغامراته بنفسه. يقص الراوي مغامرة أوديسيوس على جزيرة كالبسو ومقابلة أوديسيوس للفيشيين. يحكي الشاعر لنا تلك المشاهد لينقل إلينا تحولًا مهمًا في رحلة أوديسيوس: منعه من العودة إلى وطنه.
يأتي اسم كالبسو من الكلمة اليونانية كالوبتو والتي تعني "يغطي" أو "يخبئ"، وهو اسم ملائم لما تفعله بأوديسيوس، إذ تخبئه عن العالم وتمنعه من العودة إلى وطنه. يصف الشاعر مقابلة أوديسيوس للفيشيين بعد مغادرته لجزيرة كالبسو، الذين وصفهم بأنهم "يرافقون كل الرجال دون أذية لهم"، ما يمثل ذلك التحول من منعه من العودة لوطنه إلى السماح له بذلك.
يصادف أوديسيوس في رحلته مخلوقات عديدة قريبة الشبه بالآلهة، وهو ما يؤكد لنا على أن أوديسيوس في عالم فوق البشر وأنه ليس بمقدوره العودة إلى دياره. تشمل تلك المخلوقات قريبة الشبه بالآلهة الفيشيين القاطنين قرب السيكلوب وعلى رأسهم ملكهم ألكينوس حفيد ملك العمالقة وحفيد بوسيدون. يصادف أوديسيوس كذلك السيكلوب بوليفيموس ابن بوسيدون، وكيركي الساحرة التي تحول البشر إلى حيوانات، والعمالقة آكلي لحوم البشر.

### صداقة الضيف

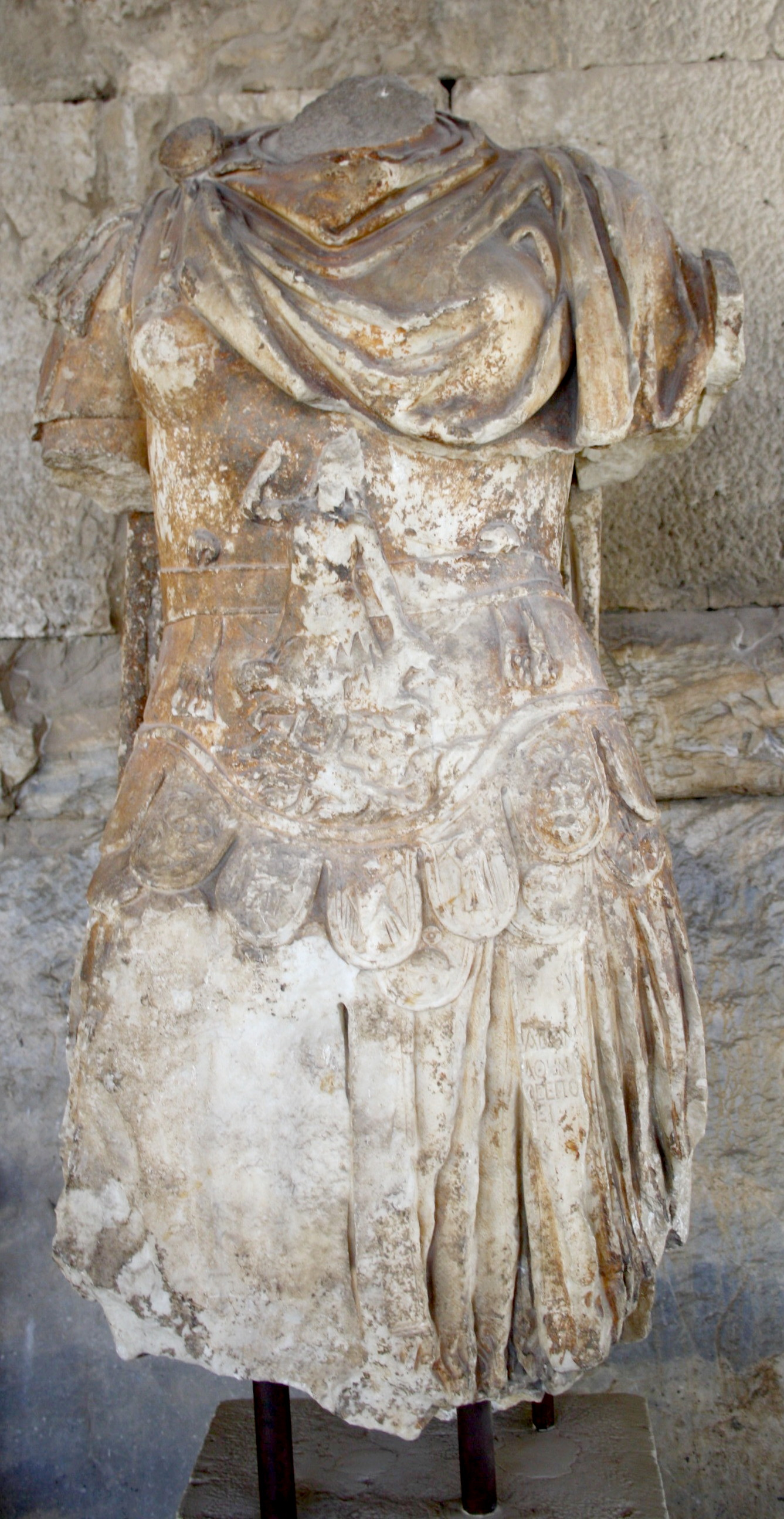
تمثال يمثل أوديسيوس، متحف أغورا القديمة بأثينا.

يشهد أوديسيوس على مدار ملحمته أمثلة عديدة لزينيا (صداقة الضيف)، تمثل نموذجًا لكيفية معاملة الضيف، فيمثل الفيشيون مثالًا لصداقة الضيف بإطعامهم أوديسيوس وإيوائه لينام وإسباغ الهدايا عليه في رحلته لوطنه، وكلها أفعال على المضيف أن يفعلها لضيفه. يمثل بوليفيموس سوء صداقة الضيف، إذ كانت "هديته" الوحيدة لأوديسيوس أنه سيلتهمه في النهاية. كذلك تمثل كالبسو سوء صداقة الضيف لأنها منعت أوديسيوس من مغادرة جزيرتها. تؤكد صداقة الضيف كذلك على أنه على الملك أن يكون معطاءً، إذ من المفترض أن للملك وسائل تمكنه من أن يكون معطاءً خاصة بممتلكاته الخاصة. نرى ذلك في أوديسيوس المتنكر في صورة شحاذ عندما طلب من أنتينوس، أحد العشاق، أن يطعمه فرده أنتينوس خائبًا. يخبرنا أوديسيوس ضمنيًا أن أنتينوس رغم هيئته كملك لكنه أبعد ما يكون عن الملكية لأنه غير معطاء.
تتبع صداقة الضيف، طبقا لجي. بي. هينزورث، نمطًا ثابتًا:
1. وصول الضيف واستقباله
2. الاستحمام وتقديم الكساء للضيف
3. تقديم الطعام والشراب للضيف
4. طرح الأسئلة على الضيف وتسلية المضيف له
5. إيواء الضيف لينام ويخلد المضيف وضيفه إلى النوم
6. يتبادل المضيف والضيف الهدايا، وينطلق الضيف في رحلته لوطنه سالمًا ويفترقان.

من المهم كذلك في صداقة الضيف ألا تحبسه أكثر مما يرغب، وأن يضمن المضيف سلامته طالما بقي في بيته.

### الاختبار

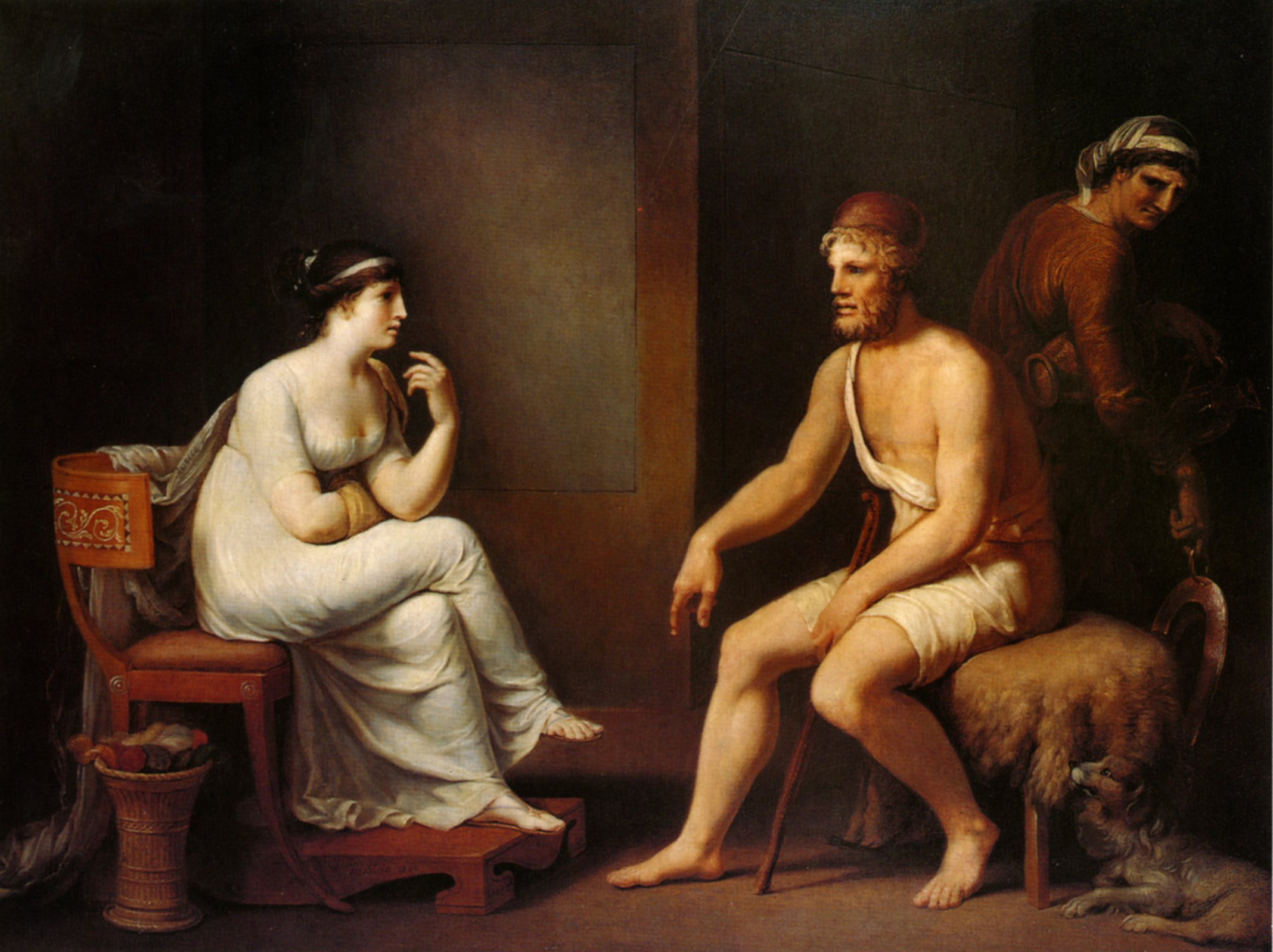
بنيلوب تختبر أوديسيوس لتتأكد من هويته.

يتكرر الاختبار كموضوع في الأوديسة بطريقتين ثابتتين، إذ يختبر أوديسيوس ولاء الآخرين ويختبرون هم هويته. نرى مثالًا لاختبار أوديسيوس لغيره عند عودته إلى وطنه، إذ يتنكر في صورة شحاذ بدلا من أن يعلن عن هويته بمجرد وصوله، ثم يشرع في اختبار من حافظ على ولائه له ومن ساعد العشاق. كذلك يشرع العشاق في اختبار هوية أوديسيوس بعد إفصاحه عنها للتأكد من كونه أوديسيوس حقًا. مثال على ذلك اختبار بنيلوب له بقولها أنها ستنقل السرير إلى الغرفة المجاورة، وهي مهمة صعبة إذ السرير مصنوع من شجرة حية وسيتطلب ذلك قطعها، وهي الحقيقة التي لا يعلمها سوى أوديسيوس وهو ما يثبت هويته لها.
يصاحب الاختبار مشهدًا ثابتًا طوال الملحمة، إذ يتبع اختبار الآخرين النمط التالي:
1. يتردد أوديسيوس في اختبار ولاء الآخرين
2. يختبر أوديسيوس ولاء الآخرين بسؤالهم
3. يجيب الآخرون على أوديسيوس
4. يعلن أوديسيوس عن هويته
5. يختبر الآخرون هوية أوديسيوس
6. تتصاعد المشاعر مع إعلان أوديسيوس، عادة سعادة أو مفاجأة
7. في النهاية يعمل الجميع سويًا

### الطالع

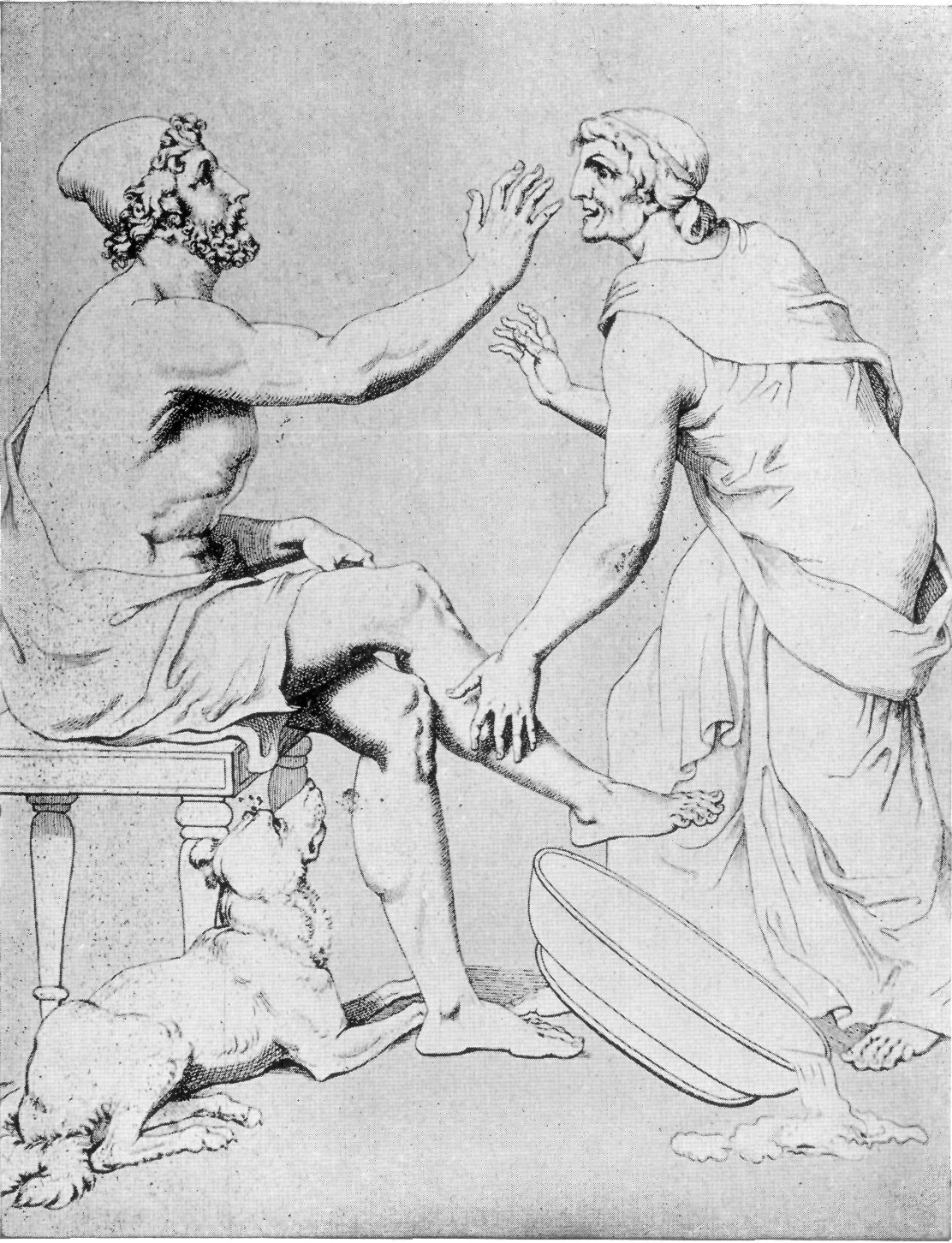
أوديسيوس ويوركليا، لوحة يوهان هاينرخ فلهلم تشباين.

يتكرر الطالع طوال الملحمة والذي يتضمن عادة طائرًا ما. تعتقد ثورنتون أن مستقبِل الطالع هو أهم ما فيها وكيفية ظهور هذا النذير. تظهر الطيور كطالع لتليماك وبنيلوب وأوديسيوس وللعشاق. يستقبل تليماك وبنيلوب الطالع أيضًا في صورة كلمات أو عطس أو رؤى، بينما أوديسيوس هو الوحيد الذي استقبل طالعًا في صورة رعد أو برق. ترى ثورنتون ذلك محوريًا إذ البرق أحد رموز زيوس ما يعبر عن رعايته لأوديسيوس. تظهر العلاقة بين أوديسيوس وزيوس عبر الإلياذة وعبر الأوديسة.
يمثل الطالع مثالًا آخر للمشاهد الثابتة في الأوديسة، إذ يتكون الطالع من جزئين مهمين هما تمييز الطالع ثم تفسيره. نجد كل طالع الطيور في الأوديسة –عدا الأول- طائرًا ضخمًا يهاجم طيرًا أصغر. كذلك يصاحب كل طالع أمنية سواء مباشرة أو ضمنية، فيسعى تليماك مثلا إلى الانتقام وإلى عودة أوديسيوس، وتسعى بنيلوب إلى عودة أوديسيوس، ويسعى العشاق إلى موت تليماك.

## التاريخ النصي

### نظم القصيدة
يختلف علماء الكلاسيكيات حول تاريخ القصيدة. بدأ الإغريق في منتصف القرن الثامن ق.م في اعتماد نسخة معدلة للألفبائية الفينيقية لكتابة لغتهم. كانت قصائد هوميروس أولى نتائج هذه الكتابة، بالتالي يمكننا القول أنها نُظمت في نهاية القرن الثامن ق.م. نجد منحوتًا على كوب طيني في إسكيا بإيطاليا كلمات "كوب نسطور، صالح للشرب منه". ربط بعض العلماء، مثل كالفرت واتكنز، بين ذلك الكوب وكوب نسطور الذهبي في الإلياذة. إن كان الكوب يمثل كوب الإلياذة حقًا، فقد نرجح نظم القصيدة إلى 700-750 ق.م على الأقل.
أدى المغنون قصائد هوميروس لمئات السنين وهو ما يعقد أمر تأريخ القصيدة أكثر. لا يرجح أن الأوديسة بين أيدينا اليوم تختلف كثيرًا عن أوديسة هوميروس. اكتسبت القصائد الهومرية مركزًا أدبيًا في معاهد أثينا القديمة بحلول القرن السادس. فرض بيسيستراتوس مهرجانًا مدنيًا ودينيًا في 566 ق.م شمل سمات من قصائد هوميروس، وفي ذلك أهمية كبيرة إذ أدى المؤدون نسخة "صحيحة" للنص الذي كان في المعاهد.

### المرويات النصية

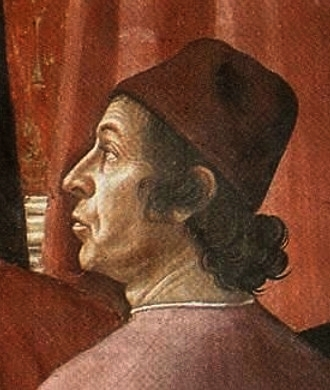
لوحة رسمها الرسام الإيطالي دومينيكو غيرلاندايو للعالم ديمتريوس تشالكوكونديايس الذي أصدر أول نسخة مطبوعة للأوديسة في 1488.

نُسخت الإلياذة والأوديسة كثيرًا واستُخدمت كنصوص مدرسية في الدول التي انتشرت بها اللغة اليونانية في العصر القديم. شرع العلماء في كتابة التعليقات عن القصائد منذ أرسطو في القرن الرابع ق.م. نقح علماء مكتبة الإسكندرية منذ القرن الثاني والثالث ق.م –خاصة زينودوتس وأرستراخوس من سمدرك- قصائد هوميروس وكتبوا التعليقات عليها وساعدوا في دمجها كنصوص أدبية.
دُرست الإلياذة والأوديسة كنصوص مدرسية في الإمبراطورية البيزنطية في العصور الوسطى، وكتب المطران البيزنطي اليوناني إيوستاثوس من ثيسالونيكي (نحو 1115-1195 م) تعليقات مطولة على قصيدتي هوميروس الملحميتين، اعتبرتها الأجيال التالية موثوق بها، إذ بلغت تعليقاته على الأوديسة وحدها نحو 2000 صفحة في نسخة القرن العشرين. أصدر العالم اليوناني ديمتريوس تشالكوكونديايس، المولود في أثينا والدارس في القسطنطينية، أول نسخة مطبوعة للأوديسة في 1488. طبع نسخته في ميلانو اليوناني أنتونيوس داميلاس.
اكتُشفت عدة برديات في مصر منذ القرن التاسع عشر بها شذرات من الأوديسة. أعلنت وزارة الثقافة اليونانية في 2018 عن اكتشاف لوح طيني قرب معبد زيوس في أولمبيا به 13 بيتًل من النشيد 14 من الأوديسة. يعود اللوح الطيني إلى القرن الثالث الميلادي، وإن كان تاريخه غير مؤكد.

## إرث الأوديسة
يصعب تلخيص تأثير النصوص الهومرية بسبب مقدار تأثيرها على الخيال العام وعلى القيم الثقافية، فقد شكلت الأوديسة والإلياذة أساس التعليم في مجتمعات البحر المتوسط القديمة. أضيفت تلك النصوص إلى المقرر الذي تبناه الإنسانيون الغربيون، ليصبح النص جزءًا من النسيج الثقافي سواء قرأت النص أم لا. لذلك فقد تردد صدى الأوديسة طوال ألف عام من الكتابة، فأتت الأوديسة على قمة قائمة بي بي سي ثقافة لأكثر الأعمال الأدبية خلودًا عبر التاريخ. ينظر النقاد الأدبيون الغربيون للأوديسة على أنها عمل كلاسيكي يتحدى الزمن، وأحد أقدم الأعمال الأدبية بين أيدينا اليوم.

### على الأدب

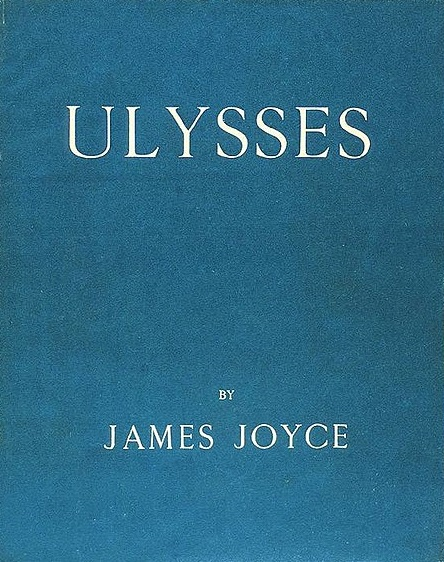
الغلاف الخارجي لرواية عوليس لجيمس جويس.

يقابل دانتي أليغييري أوديسيوس في النشيد السادس والعشرين من الجحيم في الدائرة الثامنة للجحيم، حيث يضيف أويسيوس نهاية جديدة للأوديسة لا يعود فيها إلى إيثاكا بل يكمل مغامراته دون كلل. ترى إديث هال أن تصوير دانتي لأوديسيوس رمزية لاستعمارية عصر النهضة والآخر الفلسفي، إذ يعبر السيكلوب عن "أعراق وحشية عند طرف العالم"، وترمز هزيمتها إلى "الهيمنة الرومانية على غرب المتوسط". تظهر بعض مغامرات أوديسيوس في حكايات السندباد البحري العربية.
تأثرت رواية الحداثة الأدبية للشاعر الأيرلندي جيمس جويس عوليس (1922) كثيرًا بالأوديسة، صادف جويس شخصية أوديسيوس من قبل في رواية مغامرات عوليس لتشارلز لام، وهي تصوير لمغامرات أوديسيوس للأطفال، وهي ما يبدو أنها ثبتت الاسم اللاتيني في عقل جويس. تنقسم رواية عوليس، التي هي إعادة قص للأوديسة في دبلن، إلى 18 قسمًا يمكن تتبعها بالأناشيد الأربعة والعشرين في الأوديسة. ادعى جويس معرفته باللغة اليونانية الهومرية، وإن شكك بعض العلماء في ذلك الذين اعتبروا شعفه في اللغة دليلًا على نقيض ما يدعي. يعتبر الكتاب، خاصة سيل الوعي به، أساسًا للحداثة الأدبية.
تبدأ رواية الأوديسة: تتمة حديثة لنيكوس كازانتزاكيس حيث انتهت الأوديسة، إذ يغادر أوديسيوس إيثاكا مجددًا.
تناول الكتاب المعاصرون الأوديسة مجددًا للتركيز على الشخصيات الأنثوية بها، فاقتبست الكاتبة الكندية مارغريت آتوود أجزاءً من الأوديسة في روايتها بينلوبياد (2005) التي تسلط الضوء على بنيلوب ووصيفاتها الاثنتي عشر اللاتي شنقهن أوديسيوس قرب نهاية القصيدة، المشهد الذي أرق آتوود. تعلق رواية آتوود على النص الأصلي، إذ تمثل عودة أوديسيوس الناجحة إلى إيثاكا استعادة للنظام الأبوي. تسلط رواية كيركي (2018) لمادلين ميلر كذلك على العلاقة بين أوديسيوس وكيركي على جزيرة آيا، إذ أصيبت ميلر بالإحباط من انعدام الدافع لدى كيركي في القصيدة الأصلية وسعت إلى تفسير لنزوتها. تعيد الرواية سياق تحويل الساحرة البحارة إلى خنازير من كونه عدوانًا إلى كونه دفاعًا عن النفس، إذ لم يكن لها أي قوى خارقة تدفع بها من هاجموها.

### الفيلم والتلفاز
- لوديسيا (1911) فيلم إيطالي صامت لجيوسيبي دي ليغورو.[51]
- عوليس (1954) فيلم بطولة كيرك دوغلاس كعوليس، وسيلفانا مانجانو كبنيلوب وكيركي، وأنتوني كوين كأنتينوس.[52]
- لوديسيا (1968) مسلسل إيطالي فرنسي ألماني يوغوسلافي قصير تلقى المديح لتصويره القصيدة تصويرًا دقيقًا.[53]
- نوستوس: العودة (1989) فيلم إيطالي عن عودة أوديسيوس من إخراج فرانكو بيافولي. يعتمد الفيلم على القص البصري مع تسليط الضوء على الطبيعة.[54]
- نظرة عوليس (1995) من إخراج ثيو أنغلوبولوس والذي سلط الضوء على عناصر الأوديسة في خلفية حروب البلقان السابقة.[55]
- الأوديسة (1997) مسلسل قصير من إخراج أندريه كونشالوفسكي وبطولة أرماند أسانتي كأوديسيوس وغريتا سكاتشي كبنيلوب.[56]
- يا أخي، أين أنت؟ (2000) فيلم جريمة وكوميديا دراما من إنتاج وإخراج الأخوين كوين مبني على أحداث الأوديسة بناءً فضفاضًا.[57]

### الأوبرا والموسيقى
- إل ريتورنو دوليسيه إن بارتيا (1640) أوبرا لكلاوديو مونتيفيردي مبنية على أحداث النصف الثاني للأوديسة.[وب 15]
- نظم رولف ريم أوبرا بناء على الملحمة بعنوان سيرينن – بلدا ديس بيغرنس أوند ديس فيرنشتنز (زمامير – صور الرغبة والدمار) والتي عُرضت في أوبرا فرانكفورت في 2014.[58]
- تحكي سمفونية روبرت وليم سميث الثانية لفرقة الأوديسة الموسيقية أربعًا من الملحمة في أربع حركات: "الإلياذة"، و"رياح بوسيدون"، و"جزيرة كالبسو"، و"إيثاكا".[وب 16]
- باليه جان كلود غالوتا عوليس[fr 1] مبني على أحداث الأوديسة وكذلك على رواية عوليس لجيمس جويس.[وب 17]